# Centralstimulerande preparat
Centralstimulerande preparat är en grupp läkemedel och substanser vilka påverkar centrala nervsystemet. Vanligaste preparatet är koffein. Preparaten i denna grupp förstärker så väl sinnesförnimmelser som tankar och beteenden. Detta beroende på att preparaten ökar mängden signalsubstans i hjärnan och dessutom påverkas receptorernas förmåga att kunna stänga av mottagningen när en signal har registrerats. Det enda som inte förstärks är hunger och trötthetskänslor.   
Gruppen centralstimulerande preparat innehåller bland andra:
- Dexamfetamin (Attentin/Elvanse)
- Metamfetamin
- Metylfenidat (Ritalin/Concerta/Equazym Depot/Medikinet)
- Fenmetrazin (Preludin)
- Kat
- Butylon
- MDMA
- Metylon
- Mefedron
- Kokain
- Metkatinon
- MDPV
- 4-substituerade amfetaminer
- Koffein
- Geranamine
- Pyrovaleron

En del av dessa preparat är syntetiska, de flesta halvsyntetiska. Även kokain kan räknas in i gruppen. Vissa av dessa preparat är extremt psykiskt beroendeframkallande, och vissa även fysiskt beroendeframkallande.
Beroendet från centralstimulerande preparat kan delas upp i två delar. Ett långsiktigt behov som kan uppfattas som rastlöshet efter och sen det mest svårbehandlade beroendet vilket kallas impulsberoende.

## Kontraindikationer
Samtidig behandling med äldre sorters MAO-hämmare bör undvikas eftersom det kan ge förhöjt blodtryck. Överlag bör man undvika centralstimulantia om man har problem med blodtrycket.
Det finns dock studier som visar att man kombinera nyare MAO-hämmare av typen RIMA med centralstimulerande, till exempel vid mycket svår depression.
Om man har problem med psykoser eller humörsvängningar bör centralstimulerande tas med försiktighet eftersom det kan förvärra dessa symtom.